# 波茨冰川
波茨冰川（英語：Potts Glacier），是南極洲的冰川，位於維多利亞地的博克格雷溫克海岸，流經馬爾塔高原西坡，最終注入馬里納冰川，處於勝利山脈地區，美國地質調查局根據測量和該國海軍的空中照片繪入地圖，現時由南極條約體系管理。